# Термополій

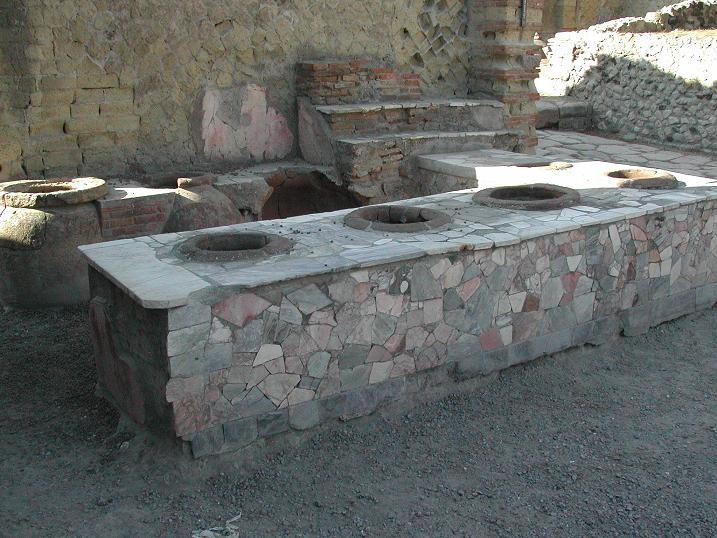
Термополій в Геркуланумі

Термополій (лат. Thermopolium, від др.-грец. Θερμός «тепла» і πωλέω «продаю») — давньоримська харчевня або бар, де подавали гарячу їжу і вино з прянощами.

## Історія
Термополії були найчастіше маленькими приміщеннями, які виходили на вулицю прилавком. Страви розігрівалися за допомогою декількох об'ємних посудин (лат. Dolium) з водою або великих чанів, вбудованих в прилавок, вміст яких підігрівалося на вогні під посудом. Всередині знаходилася піч, на якій варилася їжа. Відвідувачі їли стоячи, проте були виявлені споруди з місцями для сидіння або свого роду готелем з кімнатами для гостей над баром. Термополії були знайдені в багатьох римських поселеннях: в Остії, Геркуланумі, в Помпеях термополій Аселліна зберігся повністю.